# Lange Straße 64 (Oebisfelde)

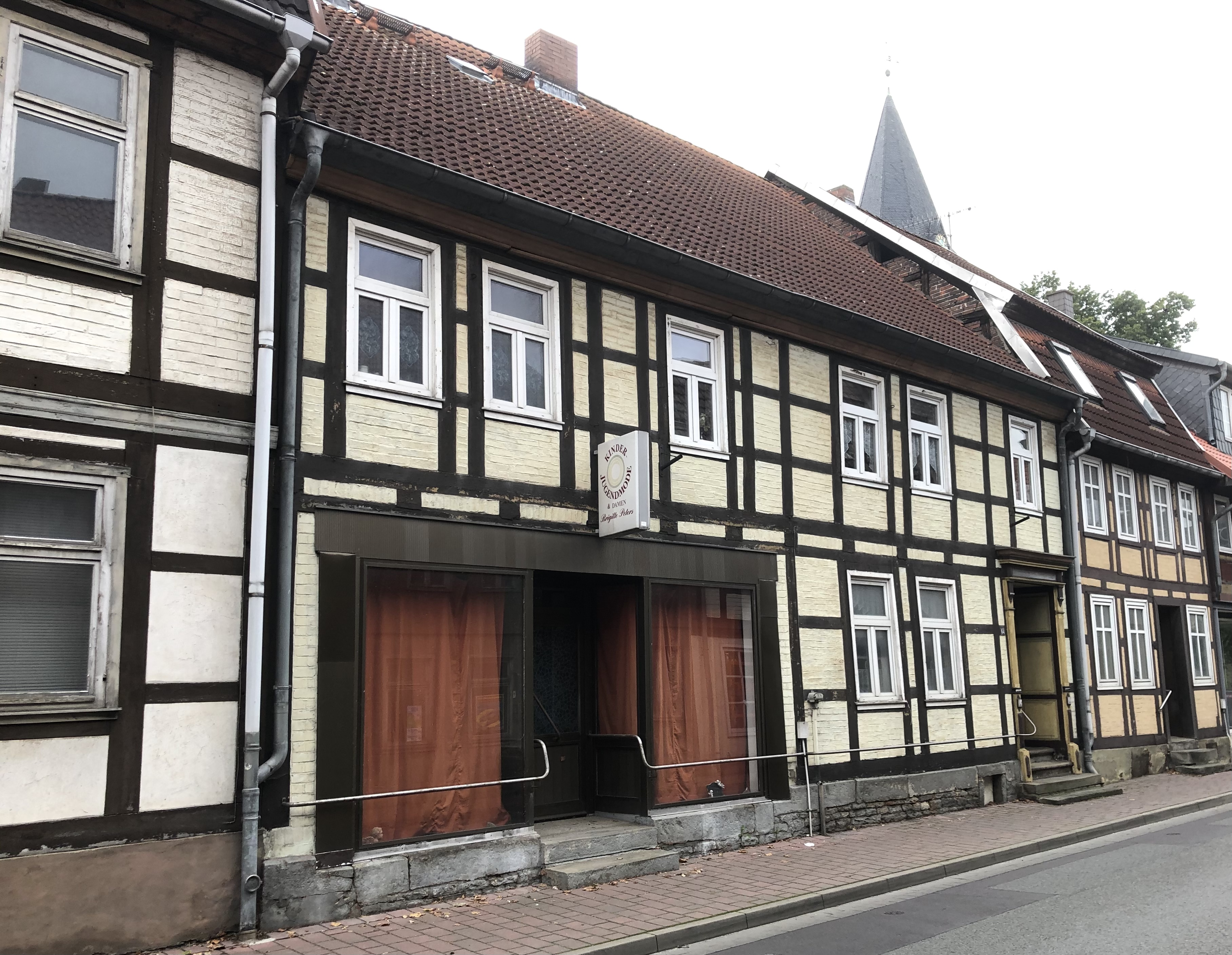
Haus Lange Straße 64 im Jahr 2021

Die Lange Straße 64 ist ein denkmalgeschützter Ackerbürgerhof in Oebisfelde-Weferlingen in Sachsen-Anhalt.

## Lage
Das Anwesen befindet sich im Zentrum des Ortsteils Oebisfelde auf der Westseite der Langen Straße, nahe ihrem nördlichen Ende. Nördlich grenzt das gleichfalls denkmalgeschützte Gebäude Lange Straße 65 an. Es gehört zum Denkmalbereich der Altstadt Oebisfelde. 

## Architektur und Geschichte
Der Ackerbürgerhof entstand im 18. Jahrhundert. Traufständig zur Straße hin steht ein zweigeschossiges, sechsachsiges Fachwerkhaus. Bemerkenswert ist die an der rechten Gebäudekante befindliche verzierte Hauseingangstür. Zur Rückseite hin bestehen Seitenflügel und ein kleiner Innenhof. Im frühen 19. Jahrhundert erfolgten Umbauten.
Im örtlichen Denkmalverzeichnis ist der Ackerbürgerhof unter der Erfassungsnummer 094 82991 als Baudenkmal verzeichnet.
Der Hof gilt als städtebaulich und stadtgeschichtlich wichtig und ist eines der wenigen erhalten Objekte seiner Art in Oebisfelde, obwohl diese Hofanlagen in der Vergangenheit typisch für die Stadt waren.